# Arena Active Protection System

1) Silos contenenti le munizioni
2) Radar
3) Proiettile difensivo
4) Missile anticarro in arrivo
5) Segnale radar

L'Arena Active Protection System è un sistema di contromisure di tipo attivo, sviluppato dall'ufficio di design ingegneristico russo, per proteggere i veicoli da combattimento corazzati dalle armi leggere anticarro, dai missili anticarro guidati e da quelli progettati con capacità d'attacco dall'alto.
Il sistema adotta un radar doppler a lunghezza d'onda millimetrica per determinare le testate in arrivo. Quindi spara un proiettile difensivo che è programmato per detonare immediatamente sopra il bersaglio e inondarlo con sub-munizioni.
Il sistema Arena è il successore del precedente Drozd, un sistema di contromisure attive sviluppato nell'Unione Sovietica durante gli anni '70, installato ed utilizzato su alcuni T-55 nella guerra combattuta dai sovietici in Afghanistan. Il sistema si rivelò efficace e aumentò la sopravvivenza dei carri fino all'80%. Il sistema Drozd fu poi seguito dallo Shtora sviluppato alla fine degli anni '80, che si basa su un disturbatore elettro-magnetico in grado di confondere i sistemi di guida delle testate in arrivo. Dopo le disastrose perdite riportate dalle forze corazzate russe durante la prima guerra cecena, la maggior parte delle quali provocate da RPG, l'ufficio di design ingegneristico Kolemenskoye, nei primi anni '90, ideò il sistema di contromisure attive Arena. Fu anche sviluppata una versione rivolta all'export, l'Arena-E.
Il sistema è stato testato su un T-80UM-1, dimostrato ad Omsk nel 1997, ed è stato anche proposto per l'utilizzo sui nuovi carri sud coreani K2 Black Panther.